# 宋可久
宋可久（16世紀—1630年代），字柱石，山東萊州府膠州人，明朝政治人物。

## 生平
宋可久年輕已經有文名，學問有根抵，為諸生時教授學生倣效白鹿洞書院設置學規，天啟四年（1624年）中甲子科山東鄉試舉人，天啟五年（1625年）聯捷乙丑科進士，崇禎元年（1628年）授行人，改任刑科給事中，曾彈劾馬世龍冒功，崇禎五年（1632年）陞吏科右給事中，當時流寇猖獗，他彈劾首輔周延儒剿禦無方，沒有回應。朝廷命太監張彝憲總理戶、工二部，他力爭不可行，同年萊州府被包圍，援師未能到達，他和與戶部侍郎劉重慶多次上疏出兵，不久因過度憂鬱而逝世，入祀鄉賢祠。
州內有「三世褒封坊」，為贈山西按察使宋節、宋之曾、任山西按察使、廣東布政使宋可發立，另有「兄弟進士坊」，為進士吏科右給事中宋可久、進士山西按察使宋可發立。

## 家族
- 祖父贈通議大夫、山西按察使宋節[8]
- 父親附學生，贈通議大夫、山西按察使宋之曾[8]，早卒
- 母親高氏，孝順服侍翁姑，婆婆生病就向天祈禱，去世後留下丈夫弟弟宋之桂，他親自撫養成長，崇禎十五年（1642年）壬午之役時帶著家人到海上避難，軍隊突然到達，她說：「我是命婦，因義不應相見。」投海而死，與兒子宋可舉一同遇害[9]
- 弟弟宋可舉、宋可大、宋可發（顺治六年进士）

## 引用
1. 1 2  道光《膠州志·卷二十五·傳五 明人物事功文苑》：宋可久，字柱石，之曾子，舊志（云）少負文名，學問有根抵，為諸生時教授生徒，倣白鹿洞學規務為實行，天啟五年成進士，洊至吏科給事中，奏事不避權貴。崇禎時以太監張彝憲總理戶、工二部，可久力爭之，流賊猖獗，復劾首輔周延儒勦禦無策，皆不報；崇禎五年李九成圍萊郡被圍，援兵不至，可久與戶部侍郎劉重慶屢疏請兵，以憂鬱卒於官，祀鄉賢祠，弟可發別有傳。
2. ↑  道光《膠州志·卷十·表九 明選舉》：進士……（天啟）五年乙丑科 宋可久 余煌榜，有傳……舉人……（天啟）四年甲子科 宋可久 之曾子，見進士
3. ↑  史語所藏鈔本《崇祯长编·卷十一》：崇祯元年七月丁卯，遣使册封诸王，益世子：户科右给事中黄承昊、行人龚廷献；浦阳王：尚宝司卿周宗文、行人卢经；泰和王：谕德姚明恭、行人吴道昌；穀城王：编修江鼎镇、行人苑囿蕃；临胊王：谕德胡尚英、中书王道纯；东会王：吏科右给事中玄默、行人宋可文（久）；东安王：刑科给事中杜齐芳、中书王心于；阳城王：兵科左给事中虞廷陛、行人贾多男。
4. ↑  史語所藏鈔本《崇祯长编·卷三十七》：（崇禎三年八月甲寅）刑科給事中宋可久疏參馬世龍前在行陣任意逗遛，今來敘功，肆行冒濫，其子馬負圖洪橋奪功，以及欒永慘殺難民，梁廷棟任握中樞知而不問，請敕一併勘處，帝以世龍已告病，不問。
5. ↑  史語所藏鈔本《崇祯长编·卷三十三》：（崇祯三年四月丁卯）俸满评博中将，龚守忠等二十八员例应考选除，水佳胤、张凤翮、牟道行、汪邦柱、锺斗、邵建策、李一献、章自炳、马茂才、李世祺、胡獬、袁継咸等一十二员俟差回补考，见在龚守忠等一十六员随经各衙门関注，吏部奉旨于十八日出题考选；宋可久、申为宪、阮震亨、傅朝佑等四员才识老成，学术纯正，言语正当，行止端庄，堪任给事中；王之良、吴履中、孙徵兰、龚守忠、姜思睿、陈奇猷、苑囿蕃、王道纯、李宗著、王肇对等十员素行端重，器识老成，堪任御史，俱照例试职一年，都察院考试实授；其中书陈士奇、潘有功单内可否互异，似难遽授清班，合照万历四十二年例具疏题请。帝命所考科道官依拟行，士奇、有功既云共推才品，吏部应有衡鉴，何因访单少异，辄拟请不定，显为推诿，其更确议以闻。
6. ↑  史語所藏鈔本《崇祯长编·卷五十六》：（崇祯五年二月癸未）以宋可久為吏科右給事中，宋玫為吏科給事中。
7. ↑  乾隆《膠州志·卷一》：坊表……國朝……三世褒封坊 為贈按察使宋節、宋之曾，任山西按察使、廣東布政使宋可發立 兄弟進士坊 為進士吏科右給事中宋可久、進士山西按察使宋可發立
8. 1 2  道光《膠州志·卷十一·表十 國朝選舉》：誥封贈 宋節 以孫可發贈通議大夫、山西按察使司按察使 宋之曾 附生，以子可發贈通議大夫、山西按察使司按察使
9. ↑  道光《膠州志·卷三十二·傳十二 列女上》：高氏，生員宋之曾妻 孝事翁姑，姑疾氏祝天祈禱，姑歿遺夫弟之桂，氏親為乳哺撫之成立，夫早卒，長子可久成進士，官給事中，崇禎壬午之變，率家屬避兵海上，兵猝至，曰：「我命婦，義不與相見。」遂投海死，子可舉亦遇害，幼子可發後成進士，仕至廣東布政使。